# Liste der Bodendenkmäler in Eitensheim
Auf dieser Seite sind die Bodendenkmäler in der oberbayerischen Gemeinde Eitensheim zusammengestellt. Diese Tabelle ist eine Teilliste der Liste der Bodendenkmäler in Bayern. Grundlage ist die Bayerische Denkmalliste, die auf Basis des Bayerischen Denkmalschutzgesetzes vom 1. Oktober 1973 erstmals erstellt wurde und seither durch das Bayerische Landesamt für Denkmalpflege geführt wird. Die folgenden Angaben ersetzen nicht die rechtsverbindliche Auskunft der Denkmalschutzbehörde.

## Bodendenkmäler in Eitensheim
| Lage                            | Objekt | Akten-Nr.     | Bild |
| ------------------------------- | --- | ------------- | ---- |
| Eitensheim (Standort)           | Silexschlagplatz des Neolithikums, Villa rustica und Brandgräber der römischen Kaiserzeit.                                                                           | D-1-7133-0051 |      |
| Eitensheim (Standort)           | Siedlung des Alt- und Mittelneolithikums. | D-1-7133-0052 |      |
| Buxheim (Oberbayern) (Standort) | Siedlung des Neolithikums, der Bronze-, Hallstatt- und Latènezeit sowie der römischen Kaiserzeit.                                                                    | D-1-7133-0069 |      |
| Eitensheim (Standort)           | Mittelalterliche und frühneuzeitliche Befunde im Bereich der Kath. Pfarrkirche St. Andreas in Eitensheim.                                                            | D-1-7133-0269 |      |
| Eitensheim (Standort)           | Frühneuzeitliche Befunde im Bereich der Kapelle St. Salvator. | D-1-7133-0271 |      |
| Eitensheim (Standort)           | Grabhügel der Hallstattzeit. | D-1-7133-0272 |      |
| Eitensheim (Standort)           | Freilandstation des Jungpaläolithikums. | D-1-7133-0274 |      |
| Eitensheim (Standort)           | Siedlung vor- und frühgeschichtlicher oder mittelalterlicher Zeitstellung.                                                                                           | D-1-7133-0275 |      |
| Eitensheim (Standort)           | Siedlung vorgeschichtlicher Zeitstellung. | D-1-7133-0276 |      |
| Eitensheim (Standort)           | Viereckiges Grabenwerk und Siedlung vor- und frühgeschichtlicher Zeitstellung.                                                                                       | D-1-7133-0280 |      |
| Eitensheim (Standort)           | Viereckiges Grabenwerk vor- und frühgeschichtlicher Zeitstellung. | D-1-7133-0281 |      |
| Eitensheim (Standort)           | Freilandstation des Paläolithikums, Siedlung des Neolithikums. | D-1-7133-0282 |      |
| Eitensheim (Standort)           | Silexschlagplatz des Neolithikums. | D-1-7133-0284 |      |
| Eitensheim (Standort)           | Siedlung der Urnenfelder-, Hallstatt- und Latènezeit. | D-1-7133-0285 |      |
| Eitensheim (Standort)           | Silexschlagplatz des Neolithikums. | D-1-7133-0286 |      |
| Eitensheim (Standort)           | Siedlung der frühen Latènezeit. | D-1-7133-0288 |      |
| Eitensheim (Standort)           | Siedlung vorgeschichtlicher Zeitstellung. | D-1-7133-0289 |      |
| Eitensheim (Standort)           | Silexschlagplatz des Neolithikums. | D-1-7133-0291 |      |
| Eitensheim (Standort)           | Siedlung des Neolithikums und der Frühbronzezeit. | D-1-7133-0294 |      |
| Eitensheim (Standort)           | Körpergräber vor- und frühgeschichtlicher Zeitstellung. | D-1-7133-0295 |      |
| Eitensheim (Standort)           | Siedlung und Körpergräber des Neolithikums. | D-1-7133-0296 |      |
| Eitensheim (Standort)           | Straße der römischen Kaiserzeit. | D-1-7133-0300 |      |
| Eitensheim (Standort)           | Villa rustica der römischen Kaiserzeit. | D-1-7133-0301 |      |
| Eitensheim (Standort)           | Römische Villa rustica. | D-1-7133-0304 |      |
| Eitensheim (Standort)           | Freilandstation des Mesolithikums, Siedlung des Neolithikums und der Latènezeit, Brandgräber der römischen Kaiserzeit.                                               | D-1-7133-0305 |      |
| Eitensheim (Standort)           | Grabenwerk vor- und frühgeschichtlicher Zeitstellung. | D-1-7133-0330 |      |
| Eitensheim (Standort)           | Siedlung des Neolithikums. | D-1-7133-0336 |      |
| Eitensheim (Standort)           | Gräber, Siedlung und Grabenwerk des Neolithikums, Siedlung der Bronze-, Urnenfelder-, Hallstatt- und Latènezeit.                                                     | D-1-7133-0337 |      |
| Eitensheim (Standort)           | Siedlung und Gräber der Glockenbecherzeit, Siedlung der frühen Bronzezeit und der Urnenfelder- bis Hallstattzeit.                                                    | D-1-7133-0412 |      |
| Eitensheim (Standort)           | Siedlung des Neolithikums. | D-1-7134-0138 |      |
| Eitensheim (Standort)           | Siedlung des Neolithikums und vor- und frühgeschichtlicher Zeitstellung.                                                                                             | D-1-7134-0140 |      |
| Eitensheim (Standort)           | Steingebäude frühgeschichtlicher oder mittelalterlicher Zeitstellung.                                                                                                | D-1-7134-0141 |      |
| Eitensheim (Standort)           | Siedlung des Neolithikums, der Hallstatt- und frühen Latènezeit. | D-1-7134-0142 |      |
| Eitensheim (Standort)           | Siedlung des Endneolithikums. | D-1-7134-0144 |      |
| Eitensheim (Standort)           | Siedlung und Altweg vor- und frühgeschichtlicher oder mittelalterlicher Zeitstellung.                                                                                | D-1-7134-0232 |      |
| Eitensheim (Standort)           | Siedlung des Neolithikums und der Bronzezeit, Siedlung und Grabenwerk der späten Hallstatt- und frühen Latènezeit, Gräber vor- und frühgeschichtlicher Zeitstellung. | D-1-7134-0264 |      |
| Eitensheim (Standort)           | Siedlung der Späthallstatt- und Frühlatènezeit. | D-1-7233-0166 |      |
| Eitensheim (Standort)           | Steingebäude frühgeschichtlicher oder mittelalterlicher Zeitstellung.                                                                                                | D-1-7233-0388 |      |